# Lijst van voetbalinterlands Bahrein - Vietnam (vrouwen)
Deze lijst van voetbalinterlands is een overzicht van alle officiële voetbalinterlands tussen de nationale vrouwenteams van Bahrein en Vietnam. De landen hebben tot nu toe één keer tegen elkaar gespeeld.

## Wedstrijden
| № | Plaats | Datum       | Competitie                                | Wedstrijd         | Uitslag |
| - | ------ | ----------- | ----------------------------------------- | ----------------- | ------- |
| 1 | Riffa  | 22 mei 2013 | Aziatisch kampioenschap 2014 kwalificatie | Vietnam − Bahrein | 8 − 0   |

## Samenvatting
| Competitie                           | Totaal gespeeld | Winst Bahrein | Gelijk | Winst Vietnam | Doelsaldo Bahrein – Vietnam |
| ------------------------------------ | --------------- | ------------- | ------ | ------------- | --------------------------- |
| Aziatisch kampioenschap kwalificatie | 1               | 0             | 0      | 1             | 0 − 8                       |
| Totaal                               | 1               | 0             | 0      | 1             | 0 − 8                       |